# なつめえり
なつめ えり（Natsume Eri）は、日本のイラストレーター、原画家である。主に「Lycee」を初めとする美少女カードゲームのキャラクターデザインなどを手掛けるほか、パソコンゲームの原画も担当している。また、バーチャルYouTuberとしても活動している。
同人サークル「いちごさいず」（英: Ichigosize）を主宰しており、男性向け同人誌即売会に参加することが多い。「サンシャインクリエイション56」のカタログ表紙を担当したこともある。愛称は「ねき」、「えりねき」。

## 人物
食事と睡眠が趣味。イヌやネコの耳・パンツ・フリル・ニーソックスを好む。特に好きな食べ物はしょっぱいもの・お酒・コーヒー。男性で好きな音楽家は槇原敬之、一方女性では作曲家の菅野よう子を挙げている。自称「こころがおじさん」「ヤ○ハの高性能ボイチェンを喉にうめこんでいるおじさん」である。

## インターネット配信活動
ニコニコミュニティ「これはお絵かき配信ですか？」を開設しており、初期では作業雑談配信を行っていた。
2020年3月14日より、Youtubeチャンネル「なつめえりちゃんねる / Natsume Eri ch.」を開設し、バーチャルYouTuberとしても活動している。
ファンネームは『ごはん部』
視聴者の奇行としてマスコット兼なつめえりのすっぴんの姿である”がそりん”で配信した際や、なつめえりの幼い姿をした通称”女児ネキ”が画面に出た際に狂った言動を発するが日常である。
上記のこともあってか、ShadowCorridor2の徘徊者(テルテル坊主)をリスナーと呼んている。
また、同じバーチャルYouTuberである響木アオと兎鞠まりの新ビジュアルデザインの制作も行った。
配信内ではイラストを描くのがなつめえり先生、話しているのがえりねきと認識されている

## 作品リスト

### アダルトゲーム
同人作品
- 2006年12月31日 - 僕の巫女姉さま（Stray Moon、サブ原画）
- 2007年6月10日 - ぬるぬる!!風紀委員会（Stray Moon、サブ原画）

商業作品
- 2006年2月24日 - ネコっかわいがり! 〜クレインイヌネコ病院診療中〜（13cm、メイン原画）
- 2008年4月18日 - ナースのお勉強 応用編 〜受けシチュ以外は絶対禁止!〜（アトリエD、メイン原画）[12]
- 2009年12月25日 - master by maid（Moviendo、メイン原画）
- 2011年6月24日 - CAFE SOURIRE（CUFFS、メイン原画）[13]
- 2011年7月29日 - いろとりどりのセカイ（FAVORITE、メイン原画）[14]
- 2012年8月31日 - いろとりどりのヒカリ（FAVORITE、メイン原画）[15]
- 2013年7月26日 - 恋咲く都に愛の約束を ～Annaffiare～（Hearts、メイン原画）[16]
- 2013年7月26日 - いろとりどりのセカイ WORLD'S END COMPLETE（FAVORITE 、メイン原画）
- 2014年7月25日 - アストラエアの白き永遠（FAVORITE 、サブ原画）
- 2015年7月24日 - 紅い瞳に映るセカイ（FAVORITE 、メイン原画）
- 2017年1月27日 - アストラエアの白き永遠 Finale -白き星の夢-（FAVORITE 、サブ原画）
- 2019年1月31日 - さくら、もゆ。-as the Night's, Reincarnation-（FAVORITE 、メイン原画）
- 2021年2月26日 - 閃鋼のクラリアス（戯画、ゲストイラスト）

### 挿絵
- らぶちゅー! -ボクが女教師!?-（著者：風見周、『電撃萌王』連載、電撃文庫）[17]
- おおかみかくし 都忘れ編（著者：政木亮、ガガガ文庫）
- しけたい 〜日本史で試験対策委員会〜（著者：壱乗寺かるた、富士見ファンタジア文庫）
- ぜったい転職したいんです!! 〜バニーガールは賢者を目指す〜（著者：山川進、GA文庫）
- 異セカイ迷子の半透明とやさしい死神 (著者：漆原雪人、星海社FICTIONS）
- 世界一可愛い娘が会いに来ましたよ!（著者：月見秋水、MF文庫J）
- 妹のほうがお姉ちゃんより可愛いですよ、先輩？（著者：鏡遊、富士見ファンタジア文庫）

### アニメ
- Cutie Honey Universe（2018年、第8話エンドカード[18]）
- バミューダトライアングル 〜カラフル・パストラーレ〜（2019年、第8話エンドカード[19]）

### その他
- 4コマ公式アンソロジー とある科学の超電磁砲×とある魔術の禁書目録 2（2012年10月寄稿）
- ソードアート・オンライン 電撃コミックアンソロジー1 彼と剣と彼女と恋と。（2017年6月寄稿）